# Barichneumon pilosus
Barichneumon pilosus är en stekelart som först beskrevs av Cameron 1904.  Barichneumon pilosus ingår i släktet Barichneumon och familjen brokparasitsteklar. Inga underarter finns listade.